# Scott (Wisconsin)
Scott – miasto w Stanach Zjednoczonych, w stanie Wisconsin, w hrabstwie Brown.